# 凝固
凝固（solidification，freezing）是物质从液态转变为固态的相变过程或现象。最常见的情况是当溫度降低時，物質由液体變為固体。物質凝固時的溫度稱為凝固點（solidifying/freezing point），其精确定义是：液体开始固化，液相与固相处于平衡时的温度。大多数物质凝固点的数值与熔点相同。
目前已知的液體幾乎都可以在低溫時凝固成為固體，氦是唯一的例外，常壓下在絕對零度時仍為液體（液態氦），需加壓才能凝固為固體。
晶体在凝固过程中放出热量，冷却到一定温度时开始凝固，此时温度保持不变，即为凝固点。非晶体（如玻璃、石蜡等）在凝固过程中随温度降低而逐渐失去流动性，最后变为固体，但没有凝固点。有些物質的凝固點和熔點會不一様。例如洋菜膠有熱遲滯現象：在 85°C會熔化，而凝固點在 31°C至 40°C之間。

## 結晶
許多液體在凝固時會結晶，形成晶体的固體。結晶的過程是一階的熱力學相變化，在液態固態共存的期間，系統的平衡溫度不變，等於凝固點。結晶主要包括二個現象：成核和晶体生长。成核是指分子開始聚集形成晶核，在奈米尺度以已定義的週期形式排列，其排列方式決定了晶体结构。晶体生长就是晶體持續的變大，最後到達晶核的臨界大小。

## 過冷
過冷是指液體低於熔點而沒有凝固的現象。
因為勻相核化結晶的活化能，純液體的結晶一般會在略低於熔點時開始。晶核的形成也表示形成新相和液體之間的相介面，此過程會消耗能量，能量大小依其表面能而定，假如要形成的晶核太小，形成晶核產生的能量無法形成介面，就不會開始成核的現象。一直要到溫度夠低，可以產生穩定的晶核，才會開始凝固。若容器的表面有不規則，或是有固體或氣體的雜質，已經形成的固體結晶，或是存在成核劑或是振動，就可能會有非勻相核化結晶，其中一些相介面的破壞會釋出能量，使得過冷點接近或等於熔點。
水在一大氣壓下的熔點很接近0 ℃，若在存在成核劑的情形下，其凝固點會很接近熔點，但若沒有成核劑時，水在0 ℃以下就會出現過冷的現象，一直要到−40 ℃才會形成固體。若是在2,000大氣壓的高壓下，水在−70 ℃之前都是處於過冷的狀態。

## 放熱反應
凝固過程中多半會放熱，也就是說當液體相變成固體時，會釋放壓力和能量，這部份有些違反直覺，因為除了過冷液體外，液體在凝固時溫體不會上昇，但若無法持續的將能量由液體中移出，凝固過程就會停止。凝固釋放的能量為潛熱，一般稱為熔化熱，也等於等量固體在熔化時需要的能量。
低溫的氦是已知唯一凝固時不會放熱的物質。氦3在0.3K以下有負的熔化熱，氦4在0.8K以下有相當輕微的負熔化熱，這表示在特定的壓力下，需要提供熱量才能使氦凝固。

## 玻璃轉化
像玻璃或甘油等物質會在沒有結晶的情形下凝固，這稱為无定形体，无定形体也包括一些沒有凝固點的聚合物，沒有在某一特定溫度下有突然的相變化，其粘弹性的特性是在一個溫度範圍內漸漸變化。這類物質有一性質稱為玻璃转化温度，大約可以定義為物質的密度和溫度圖出現明顯斜率變化的「膝點」。因為玻璃轉化是一個非平衡的過程，在晶相和液相之間未達到平衡狀態，一般不視為凝固。

## 急冻
急冻，也称“速冻”，是指物体在深低温环境下快速（几个小时内）凝固的过程。急冻是对流层形成冰云的原理，因此大气科学中极其重要。急冻样本中的冰晶较小，不会像普通冷冻一样破坏细胞结构，因此在食品保存和生物样本中都有使用。

## 低溫下對生物體的影響
許多生物可以長期忍受攝氏零度以下低溫。大部份生物會累積如抗凍蛋白、多元醇，葡萄糖等抗凍劑以避免體內的水結凍。大部份植物其至可以生存在−4 °C至−12 °C的低溫。
像假单胞杆菌等細菌會產生特殊的蛋白質作為成核劑來，使得水果和植物表面在約−2 °C時結冰，結凍會使得表皮組織受傷，使細菌可以得到中下層植物組織中的養份。

### 細菌
在冰凍上千年的冰塊中分別有發現存活的更新世肉食杆菌、格陵蘭金黃桿菌及Herminiimonas glaciei。

### 植物
植物有一個稱為健化的過程，可以使植物在零度以下存活數週到數個月。

### 動物
捻转血矛线虫可以在液態氮中存活44週。其他可以在0 °C以下存活的线虫包括Trichostrongylus colubriformis及Panagrolaimus davidi。許多爬蟲類及兩棲類動物可以忍受0 °C以下的低溫。
人類的配子以及2,4,8個細胞的胚胎可以在冰凍條件下生存到十年，此程序稱為深低溫保存。
人體冷凍技術是一種試驗中的醫學技術，把人體在極低溫的情況下冷藏保存，並希望在未來通過先進的醫療科技使他們解凍後復活及治療。

## 食物保存
冷凍也是一種常見的食物保存法，可以減緩食物腐壞的速度以及微生物生長的速度。除了低溫時化學反應速率變慢外，冷凍時也可以減少細菌生長所需要的液態水。